# Maeystown
Maeystown é uma vila localizada no estado americano de Illinois, no Condado de Monroe.

## Demografia
Segundo o censo americano de 2000, a sua população era de 148 habitantes.
Em 2006, foi estimada uma população de 153, um aumento de 5 (3.4%).

## Geografia
De acordo com o United States Census Bureau tem uma área de
0,8 km², dos quais 0,8 km² cobertos por terra e 0,0 km² cobertos por água.

## Localidades na vizinhança
O diagrama seguinte representa as localidades num raio de 16 km ao redor de Maeystown.